# Zaporniška literatura
Zaporniški roman je pripovednoprozni žanr, ki tematizira zaporniško izkušnjo ali je bil v zaporu celo napisan. Širši pojem je zaporniška literatura, ki vključuje pa poleg romana še dramo, pesmi, pisma in dokumentarno literaturo. Zaporniški roman je privlačen za ekranizacijo (gl. zaporniški film). 

## Značilnosti
Zaporniško življenje avtor popisuje iz druge roke ali pa iz lastne travmatične izkušnje in ima torej avtobiografske poteze. Zaporniški roman vključuje lahko tudi pisma iz zapora in pesmi. Pisci zaporniškega romana imajo tri skupne pobude:
- komunicirati (s pismi),
- informirati javnost,
- preseči travmatično zaporniško izkušnjo.

Teme v zaporniškem romanu so komuniciranje s trkanjem po inštalacijskih ceveh, mučenje, zasliševanje, boj za preživetje, upor, nasilje med zaporniki. Avtorji popisujejo svojo zaporniško izkušnjo, da bi se z njeno artikulacijo razbremenili.

## Slovenski zaporniški romani
- Iz operacijske dvorane v zapor, 1974  (COBISS)
- Branko Hofman: Noč do jutra, 1981 (COBISS)
- Marjan Rožanc: Hudodelci, 1981  (COBISS)
- Ferdo Godina
- Igor Torkar: Umiranje na obroke, 1984 (COBISS)
- Vitomil Zupan: Levitan, 1985  (COBISS)
- Drago Jančar: Zvenenje v glavi,  2002 (COBISS)
- Nika Maj: Zapornik, 2009 (COBISS)
- Žarko Laušević: Leto mine, dan nikoli: Dnevnik nekega kaznjenca, 2013

## Zaporniški romani v drugih jezikih
- Markiz de Sade
- Alexandre Dumas: Grof Monte Cristo, 1844
- Dostojevski: Записки из Мёртвого дома; 1860; Zapiski iz mrtvega doma
- Hans Fallada: Wer einmal aus dem Blechnapf frißt, 1932
- Silvio Pellico: Le mie prigioni, 1832; Moje ječe, 1942  (COBISS)
- Henri Charrière: Papillon, 1969; Metulj, 1970  (COBISS)
- Solženicin: Архипела́г ГУЛА́Г, 1973
- Nelson Mandela: Dolga pot v svobodo
- Mark Kermode: The Shawshank redemption (Kaznilnica odrešitve)